# 旅はそよ風
『旅はそよ風』（たびはそよかぜ）は、1953年に公開された稲垣浩監督の日本映画。

## スタッフ
以下のスタッフ名は特に記載がない限りKINENOTEに従った。
- 監督 - 稲垣浩
- 脚本 - 稲垣浩
- 撮影 - 藤井春美
- 音楽 - 河村篤二
- 主題歌 - 「旅はそよ風」七代目 大谷友右衛門・八千草薫[3]、「あやめの唄」久保幸江[3]
- 美術 - 西七郎
- 録音 - 竹川昌男
- 照明 - 田辺憲一

## キャスト
- 七代目 大谷友右衛門 - おりゃんこ文次[2]
- 多々良純 - どんぐりの安[2]
- 上田吉二郎 - 半田半兵衛[2]
- 堤康久 - 多胡十兵衛[2]
- 杉狂児 - 飴屋の伊之助[2]
- 谷晃[4] - おとぼけ桃作[5]
- 今泉廉 - 番頭惣七[5]
- 三井瀧三郎 - 駿河屋東兵衛[2]
- 香川良介 - 大和屋の亭主善兵衛[2]
- 片桐常雄 - 大和屋の番頭久六[5]
- 春日清 - 役人三角又助[5]
- 志茂山剛 - いかさまの吉[5]
- 葉山富之助[5]
- 八千草薫 - お銀さま[2]
- 浅茅しのぶ - お鈴[2]
- 東郷晴子 - 双六のお政[2]
- 竹屋みゆき - 飴屋のおふじ[2]
- 筑波嶺子 - 女中おたき[5]
- 寺島雄作[2]
- 藤村平二郎 - 飛脚[5]